# 1995 în film
- 1994 în cinematografie — 1995 în cinematografie — 1996 în cinematografie

## Premiere românești
- Senatorul melcilor, de Mircea Daneliuc
- Craii de curte veche, de Mircea Veroiu - IMDB
- At the Orient's Gate, de Mircea Veroiu - IMDB
- Terente - regele bălților, de Andrei Blaier - IMDB
- Huntress: Spirit of the Night, de Mark S. Manos - IMDB
- Aici nu mai locuiește nimeni, de Malvina Ursianu - IMDB

Filme de televiziune
- Mincinosul, de Tudor Mărăscu - IMDB
- Cui i-e frica de Virginia Woolf?, de Olimpia Arghir - IMDB

Filme de scurt metraj
- Before breakfast, de Cristi Puiu - Cinemagia
- În fiecare zi e noapte, de Alexandru Maftei - IMDB
- Cu poporul, pentru popor, de Cătălin Cocriș - IMDB

Documentare
- Apocalipsa după Cioran - IMDB

## Premiere
- Lumea apelor (titlu original Waterworld)

## Premii

### Oscar
- Cel mai bun film:
- Cel mai bun regizor:
- Cel mai bun actor:
- Cea mai bună actriță:
- Cel mai bun film străin:

Articol detaliat: Oscar 1995

### César
- Cel mai bun film:
- Cel mai bun actor:
- Cea mai bună actriță:
- Cel mai bun film străin:

Articol detaliat: Césars 1995

### BAFTA
- Cel mai bun film:
- Cel mai bun actor:
- Cea mai bună actriță:
- Cel mai bun film străin: